# 新卡纳昂
新卡纳昂（葡萄牙語：Nova Canaã）是巴西巴伊亚州的一个市镇。总面积757.461平方公里，总人口16497人，人口密度21.8人/平方公里。